# Tallusia forficala
Espèce
Synonymes
- Centromerus forficalus Zhu & Tu, 1986

Tallusia forficala est une espèce d'araignées aranéomorphes de la famille des Linyphiidae.

## Distribution
Cette espèce est endémique du Shanxi en Chine,.

## Publication originale
- Zhu & Tu, 1986 : A study of linyphiid spiders from Shanxi and Hebei provinces, China. Journal of Hebei Normal University (Natural science edition) vol. 1986, no 2, p. 98-108.